# Maundiaceae
Famille
Les Maundiaceae sont une famille de plantes de l'ordre  des Alismatales.

## Liste des genres
Selon GBIF (10 octobre 2022) :
- Maundia F.Muell.

## Systématique
Le nom correct de ce taxon est Maundiaceae.